# Ludwig Döll

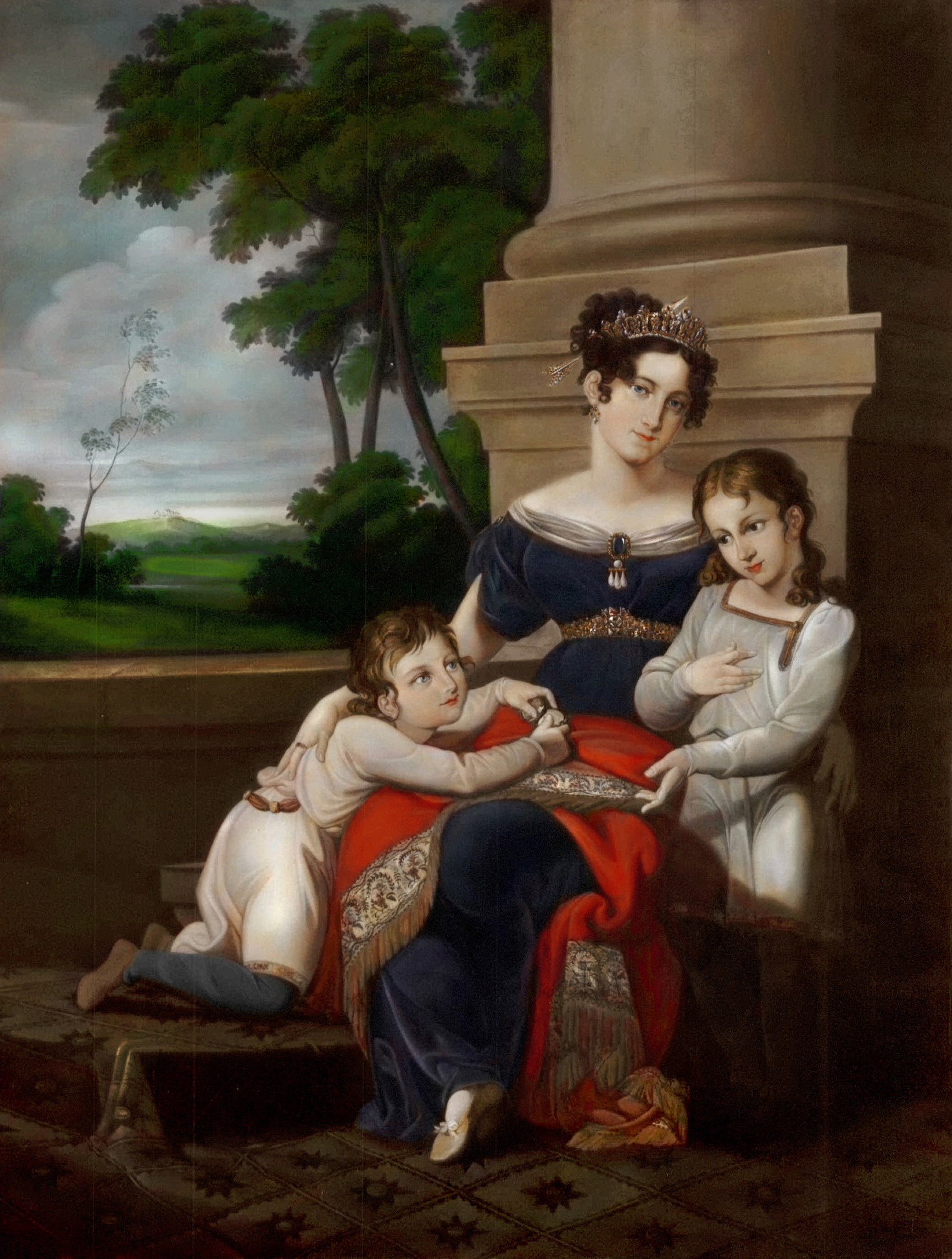
Prinzessin Luise von Sachsen-Coburg-Altenburg mit Kindern

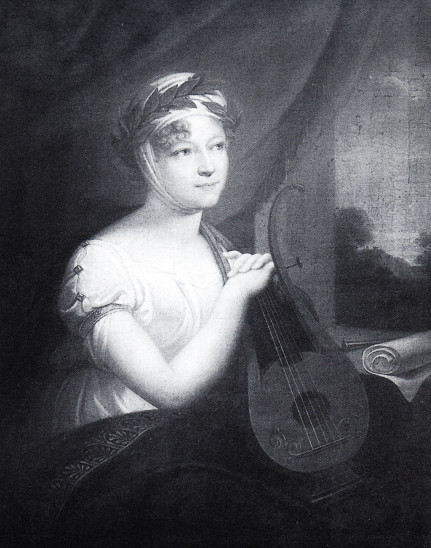
Julie von Bechtolsheim, Ölgemälde, Eisenach 1817

Friedrich Ludwig Theodor Döll, auch Friedrich-Ludwig-Theodor Döll und Friedrich Ludwig Theodor Doell (* 10. Februar 1789 in Gotha; † 29. Juli 1863 in Altenburg) war ein deutscher Porträtmaler.

## Leben
Döll begann seine Kunstmalerlehre in Gotha bei seinem Vater Friedrich Wilhelm Eugen Döll und bei Johann Christian Kühner. Er setzte sie 1805 in Weimar bei dem Schweizer Johann Heinrich Meyer fort, der mit Johann Wolfgang von Goethe befreundet war. Seit 1806 studierte Göll an der Dresdener Akademie bei dem Historien- und Porträtmaler Josef Mathias Grassi, der ihn in den Jahren 1809 bis 1811 und 1817 bis 1821 mit nach Italien nahm. Seit 1812 arbeitete er als Lehrer an der Zeichenschule in Altenburg. Für seinen Gönner Herzog August von Gotha schuf er eine große Zahl von Bildnissen. Daneben kopierte er mehrere Werke Grassis.
Werke (Auswahl)
- 1808: Porträt König Friedrich August I. von Sachsen
- 1820: Amor und Psyche, Abels Tod
- Um 1822: Porträt Herzog August von Sachsen-Gotha-Altenburg
- um 1823/24: Porträt der Prinzessin Luise von Sachsen Coburg und Saalfeld mit ihren Kindern
- 1841: Genius der Künste